# Morpho aphrodite
Morpho aphrodite is een vlinder uit de familie Nymphalidae. De wetenschappelijke naam van de soort is voor het eerst geldig gepubliceerd in 1962 door Eugène Le Moult & Pierre Réal.